# Resolució 2437 del Consell de Seguretat de les Nacions Unides
La Resolució 2437 del Consell de Seguretat de les Nacions Unides, fou adoptada per unanimitat el 3 d'octubre de 2018. Després de condemnar qualsevol acte de contraban i tràfic de persones a Líbia, i reiterant les resolucions 2240 (2015), 2312 (2016) i 2380 (2017), el Consell decideix renovar per un any la seva autorització als Estats membres de les Nacions Unides a inspeccionar en alta mar els vaixells procedents de les costes de Líbia si tenen sospites fundades de tràfic de persones o contraban d'immigrants, alhora que dona suport a l'EU Navfor Med Sophia.